# Historia de la animación
La historia de la animación comenzó mucho antes del desarrollo de la cinematografía. Los humanos probablemente han intentado representar el movimiento desde el período paleolítico. El teatro de sombras y la linterna mágica ofrecieron espectáculos populares con imágenes proyectadas en una pantalla, moviéndose como resultado de la manipulación por mano y/o algunas mecánicas menores. En 1833, el fenaquistiscopio introdujo los principios estroboscópicos de la animación moderna, que décadas más tarde también proporcionarían la base para la cinematografía.
El francés Émile Reynaud es considerado el padre de la animación, él creó el praxinoscopio, un sistema de animación de 12 imágenes y películas de aproximadamente 500 a 600 imágenes, proyectadas en su propio teatro óptico, un sistema cercano al proyector moderno, sus primeros cortometrajes fueron: ¡Pobre Pierrot! (1892), Un bon bock (1892) y Clown et ses chiens (1894). A pesar del éxito de las películas de Reynaud, pasó algún tiempo antes de que la animación se adaptara a la industria cinematográfica. El pionero del cine Georges Méliès ocasionalmente usaba animaciones de objetos en sus películas.
El primer dibujo animado en un proyector de cine moderno era Fantasmagorie, el director francés Émile Cohl, por primera vez proyectado el 17 de agosto de 1908 en el Théâtre du Gymnase en París. Cohl fue a la ciudad de Fort Lee en 1912, donde trabajó para el estudio francés Éclair y difundió su técnica por todo Estados Unidos.
El primer largometraje animado fue la película El apóstol (1917) de Quirino Cristiani, exhibida en Argentina. La segunda fue Sin dejar rastros (1918), hecha por el mismo autor. Cristiani también realizó la primera animación sonora de la historia con su película Peludópolis (1931). Sin embargo, todas las obras de Cristiani fueron destruidas y actualmente no existen copias. La película animada más antigua que se sigue conservando es la de origen alemán de Las aventuras del principe Achmed (1926).

## Asia

### Historia de la animación japonesa
Descubierta en Kioto en 2005, la primera película de animación japonesa conocida es Katsudō Shashin (活動写真?  , lit. Imágenes en movimiento), que muestra a un hombre con un uniforme de marinero escribiendo unos caracteres kanjis y luego hace un saludo. La película se considera que data de 1907 por lo que es considerado uno de los primeros ejemplos de animación japonesa.

## Galería
- La caricatura de 1906 Humorous Phases of Funny Faces de J. Stuart Blackton, considerada la primera película animada
- Una secuela de 1921 de Gertie the Dinosaur de Winsor McCay, 1914, el primer dibujo animado con animación de personalidad

### Obras citadas
- Asahi Shimbun staff (1 de agosto de 2005). «日本最古？明治時代のアニメフィルム、京都で発見» [¿El más antiguo de Japón? Filme de animación de la era Meiji descubierto en Kioto]. China People's Daily Online (Japanese Edition) (en japonés). Archivado desde el original el 7 de enero de 2019. Consultado el 11 de junio de 2014.
- Arikawa, Monalisa (14 de mayo de 2013). «A evolução da animação» [La evolución de la animación]. Observatório da Imprensa (en portugués). Consultado el 11 de enero de 2020.

- Datos: Q15272421
- Multimedia: Animation history / Q15272421